# サント・アマロ (レシフェ)

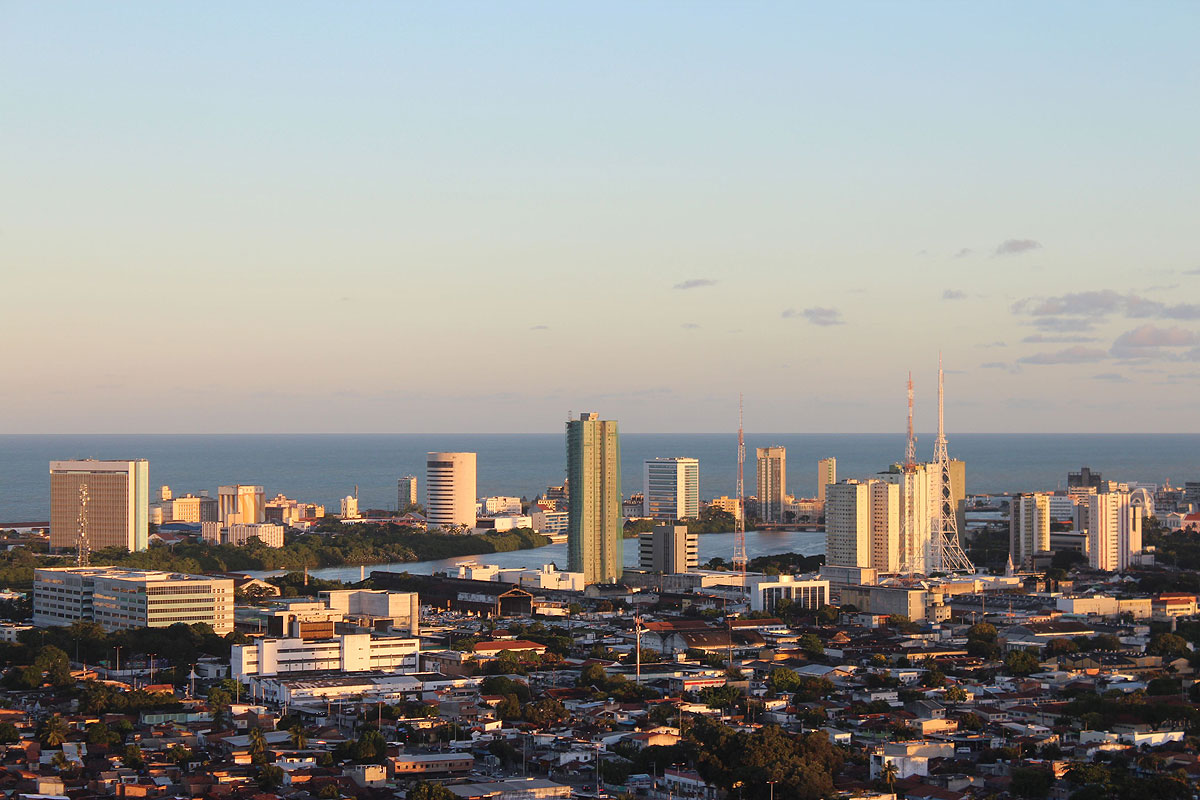
Recife, Brazil (2016).

サント・アマロ (Santo Amaro) は、ブラジル・ペルナンブーコ州にあるレシフェ市の地区（英語）。地区はレシフェ市の中心部に位置し（ボア・ビスタ（ポルトガル語）の地区に隣接し、レシフェ・アンティゴ（ポルトガル語）とポンテ・デ・リモエイロ（リモエイロ橋）（ポルトガル語）を横断する）、市の北側まで、オリンダ市に隣接している。

## 人口
人口は27,939人で、男性は12,680人（45.38％） 、女性は15,259人（54.62％）である。人口の大部分は25歳から29歳で、人口は13,258人（47.45％）。 8,474世帯で、1世帯あたり平均3.3人の居住者がおり、世帯の責任者は女性の55.32％であり、名目月収は1,892.10である。8,474世帯で、1世帯あたり平均3.3人の居住者がおり、女性の55.32％が世帯の責任者であり、名目月平均世帯収入は1,892.10。 年齢層別の人口％はその中にある。0 –（4歳）1,745 6.25、5 –（14歳）4,404 15.76、15 –（17歳）1,468 5.25、（18 – 24歳）、3,471 12.42、（25 – 59歳））、 13,258 47.45（60歳以上）3,593、12.87。IBGEによる色または人種³％で人口を数える。白34.49、黒（9.64）、茶色（54.27）、黄（1.3）、先住民族（0.3）。 10歳以上の人口の識字率⁴（％）：90.5。 *人口の幾何平均年間成長率（2000/2010）：-0.42％および人口密度（住民/ヘクタール）：73.52。サント・アマロとジョアン・デ・バロスなど、近隣（ゼイス）で社会的に関心のある特別なエリア。